# 日経カップ 企業対抗ゴルフ選手権
日経カップ 企業対抗ゴルフ選手権（にっけいカップ きぎょうたいこうゴルフせんしゅけん）は、日本のアマチュアゴルフ大会である。日本経済新聞社主催、日本ゴルフ協会後援で開かれる。

## 概略
第1回は1989年に「全日本実業団対抗ゴルフ選手権」として開催。2012年より現在の名称。
各企業単位で申し込みが実施され、9月に予選大会、10月に決勝大会を開催。予選は4回に分けて行われ、各予選上位7チームに加えてシード10チームが決勝大会に出場。
1企業につきJGA資格者6人とし、競技には4人出場とする。年齢は当該年12月31日時点で満30歳以上、競技者4人に40歳以上と50歳以上を含む。
競技は18ホールズ・ストロークプレーを採用。予選大会は団体戦、決勝大会は団体戦・個人戦とする。

## 歴代優勝
| 回 | 年度 | 団体優勝               |
| -- | ---- | ---------------------- |
| 1  | 1989 | 丸紅                   |
| 2  | 1990 | 明治乳業               |
| 3  | 1991 | 日本鉱業               |
| 4  | 1992 | 日本通運               |
| 5  | 1993 | 日本航空               |
| 6  | 1994 | 日本航空               |
| 7  | 1995 | 丸紅                   |
| 8  | 1996 | 三井海上火災保険       |
| 9  | 1997 | 日本IBM                |
| 10 | 1998 | 戸田建設               |
| 11 | 1999 | 戸田建設               |
| 12 | 2000 | 東日本旅客鉄道         |
| 13 | 2001 | 日本航空               |
| 14 | 2002 | 日本航空               |
| 15 | 2003 | 日本航空               |
| 16 | 2004 | スポーツロード         |
| 17 | 2005 | 全日本空輸             |
| 18 | 2006 | プルデンシャル生命保険 |
| 19 | 2007 | 日本ユニシス           |
| 20 | 2008 | 東日本旅客鉄道         |
| 21 | 2009 | 本間ゴルフ             |
| 22 | 2010 | 日本ユニシス           |
| 23 | 2012 | プルデンシャル生命保険 |
| 24 | 2013 | 明治                   |
| 25 | 2014 | プルデンシャル生命保険 |
| 26 | 2015 | 三井不動産             |